# عبيد الله بن أبي بكر بن أنس بن مالك
عبيد الله بن أبي بكر بن أنس بن مالك، أبو معاذ البصري، تابعي مُحدّث ثقة، حفيد الصحابي أنس بن مالك. روى له الجماعة.

## روايته للحديث النبوي
- روى عن: أنس بن مالك، وأبيه أبي بكر بن أنس بن مالك.
- روى عنه: أشعث بن سوار، وأخوه بكر بن أبي بكر بن أنس بن مالك، وحماد بن زيد، وحماد بن سلمة، وشداد بن سعيد أبو طلحة الراسبي، وشعبة بن الحجاج، وأبو ليلى عبد الله بن ميسرة الحارثي، وعبيدة بن حميد، وعتبة بن حميد الضبي، وعدي بن الفضل، وعلي بن عاصم الواسطي، وعنبسة بن سالم صاحب الألواح، أحد الضعفاء، ومبارك بن فضالة، ومحمد بن عبد العزيز الراسبي، ومرجى بن رجاء، ومهدي بن ميمون، وهشيم بن بشير.
- الجرح والتعديل: قال عبد الله بن أحمد بن حنبل، عن أبيه أحمد بن حنبل، يحيى بن معين، وأبو داود، والنسائي: «ثقة».[1]